# Vermivora bachmanii
La reinita de Bachman, bijirita de Bachman o bijirita de pecho negro (Vermivora bachmanii) es especie de ave paseriforme de la familia Parulidae que cría en el sudeste de Estados Unidos y pasa el invierno en Cuba. En 1988 se vio por última vez en Carolina del Sur, Estados Unidos y desde 1964 no ha sido observada en Cuba. Se lo consideraba extinta, sin embargo el 14 de enero de 2002, un ave de similares características al vermivora bachmanni fue filmado en Guardalavaca[cita requerida], Cuba, dando la posibilidad de que esta especie siga con vida pero si en claro peligro de extinción.

## Nombre
En latín Vermivora significa “comedora de gusanos” y bachmanii por ser dedicada al naturalista John Bachman. En Cuba se llama en general bijirita o chinchillita a todos los miembros de Parulidae. En inglés se conoce como Bachman’s warbler.

## Distribución
Esta bijirita criaba en el sureste de los Estados Unidos e invernaba en Cuba e Isla de la Juventud entre el 7 de septiembre y el 16 de marzo. Su hábitat preferido eran los bosques de ciénagas. Se vio por última vez en la Ciénaga de Zapata en 1964.

## Descripción
Vermivora bachmanii mide cerca de 11 cm. El pico es largo, delgado y notoriamente curvado. El macho tiene la frente amarilla, el vértice negro y la nuca grisácea. El resto del dorso es oliváceo y por abajo es amarillo con un parche negro en el cuello y la garganta. Del vientre posterior hacia atrás es blanco. La cola tiene manchas blancas. 
La hembra es similar pero sin las manchas negras, pero en el pecho puede tener un indicio del parche en gris. El juvenil es más opaco. Se alimenta de insectos.

## Ave extinta
No hay registros confirmados desde 1964 en Cuba y desde 1988 en Carolina del Sur, Estados Unidos. Actualmente se la considera extinta.